# عبد الله الدوسري (لاعب كرة قدم مواليد 1993)
عبد الله محمد الدوسري لاعب كرة قدم سعودي ، يلعب في الوسط حالياً في نادي الدرعية.

## مسيرة اللاعب
لعب سابقاً مع نادي سدوس ونادي الكوكب ونادي المجزل ونادي الباطن ونادي الفيحاء والنادي العربي ونادي الفيصلي ونادي الدرعية.